# 朱熹小山丛竹坊
朱熹小山丛竹坊，位于中国福建省泉州市鲤城区开元街道梅山社区北门模范巷86号第三医院（精神病院）内。
小山丛竹原为朱文公书院，系朱熹（1130—1200）讲学之所。牌坊高3.7米，宽3.75米。明嘉靖间通判陈尧典重建。现存清康熙四十年（1701）通判徐之霖重建。不二祠祭祀唐代进士欧阳詹，又稱"欧阳詹祠堂"。1925年，小山丛竹改为温陵养老院。弘一法师曾受邀入住，1942年在晚晴室内圆寂。
文革期间，小山丛竹受冲击俱毁、建筑夷为平地，原址后改建为泉州市第三医院（精神病院）。其中不二祠建为门诊楼、“不二”匾等遗物藏于泉州府文庙，仅存“小山丛竹”石牌坊。
1983年1月，朱熹小山丛竹坊公布为第二批泉州市文物保护单位。
2015年泉州市第三医院迁移至台商投资区。2017年小山丛竹坊被列入泉州文旅集团《泉州古城生态修复城市修补工作实施方案》重建计划。
2020年，小山丛竹历史文化公园复建，包括不二祠、晚晴室、过化亭、诚正堂等4栋建筑。